# Jens Hassing-Jørgensen
Jens Hassing-Jørgensen, född 3 september 1872, död 27 juni 1952, var en dansk politiker.
Hassing-Jørgensen var direktör i Revisionsbanken 1903-21, i Köpenhamns Diskontobank og Revionsbank från 1921 till sammanbrottet 1924. I Carl Theodor Zahles radikala ministär var Hassing-Jørgensen trafikminister, och 1913-16 dessutom handelsminister, och genomförde åtskilliga viktigare lagar. Som radikal delegerad medverkaden han till Östgrönlandskonventionen.